# Puente de Kingsgate
El puente de Kingsgate es una estructura peatonal de hormigón armado que cruza el río Wear en Durham, Inglaterra. Es un monumento clasificado del Reino Unido de Grado I. Fue proyectado personalmente en 1963 por el propio Ove Arup, siendo la última estructura que diseñó.

## Historia
El puente de Kingsgate conecta Bow Lane, en la histórica península en el centro de Durham, con Dunelm House en New Elvet (a lo que también contribuyó la construcción del estudio de Arup), y se inauguró en 1966. Se cree que Kingsgate Bridge fue uno de los diseños favoritos de Arup, que pasó muchas horas trabajando en cada detalle de los planos.
Su ejecución fue inusual. Las dos mitades del puente se construyeron paralelas al río, y luego se giraron 90° para completar el cruce. El punto de encuentro de las dos mitades está resuelto mediante una simple junta de dilatación de bronce que se vale de un rodamiento de engranaje lineal.
Durante una RAG Week universitaria a finales de la década de 1960, los estudiantes suspendieron un automóvil colgándolo por debajo del puente.

## Reconocimientos
- En 1965, el puente fue el ganador del Civic Trust Award.[8]

- En 1993, ganó el Certificado de desempeño excepcional (categoría de estructuras maduras) de the Concrete Society.[9]

- Un busto de Arup, fundido en resina, se instaló junto a Dunelm House, el edificio del sindicato de estudiantes adyacente al puente, en septiembre de 2011. La escultura es una copia de un busto de 1987 obra de Diana Brandenburger, propiedad de la National Portrait Gallery.[10][11] Se trata de una nueva copia del busto anterior de bronce inaugurado por Karin Perry, la hija de Arup, el 16 de abril de 2003, en el 108 aniversario del nacimiento de Arup, que fue robado de su pedestal durante el verano de 2006.[12]

## Imágenes
| |
| [1] Vista del puente Kingsgate desde la cubierta [2] Puente de Kingsgate visto desde la Unión de Estudiantes de Durham, con la Catedral de Durham al fondo |